# شیخ‌آباد (دلفان)
شیخ‌آباد (دلفان)، روستایی از توابع بخش مرکزی شهرستان دلفان در استان لرستان ایران است.
روستای شیخ آباد داری جمعیت نزدیک به ۲۰۰نفر میباشد.این روستا داری یک مدرسه ابتدایی و یک مسجد میباشد.
شغل اصلی افراد در این روستا دامداری و کشاورزی میباشد اکثر جوانان این روستا بیکار هستند .روستای شیخ آباد واقع در۲۵کیلومتری از شهرستان دلفان میباشد این روستا جزء بخش خاوه محسوب میشود.
روستای شیخ آباد خاوه از نعمت آب و برق و گاز برخوردار است
جاده روستا بصورت کامل آسفالت نشده است و روستا فاقد پل میباشد متأسفانه مسئولین شهرستان دلفان هیچگونه تلاشی برای آباد سازی روستا انجام نداده اند.
نمایندگانی هم که قبلاً یا اکنون در راس کار بودند وهستد هیچگونه فعالیتی نداشته و فاقد کمک و انجام وظیفه بوده اند.درآمد اکثر افراد روستا از کشاورزی و دامداری میباشد و شغل جوانان روستا هم آزاد است .
قشر روستا را افراد زحمتکش و با درآمدی بسیار ضعیف تشکیل میدهد.
مسئولین شهرستان دلفان چاره اندیشی برای بیکاری جوانان نمی‌کنند زیرا که در این روزها درآمد بسیار پایین و فرصت شغلی(کارگری) هم بسیار کم یا اصلاً وجود ندارد.

## جمعیت
این روستا در دهستان خاوه جنوبی قرار دارد و براساس سرشماری مرکز آمار ایران در سال ۱۳۸۵، جمعیت آن ۱۳۶ نفر (۳۵خانوار) بوده‌است.